# Bernhard Baier
Pour les articles homonymes, voir Baier.
Bernhard Baier, né le 12 août 1912 à Hanovre et mort le 26 avril 2003 dans la même ville, est un joueur de water-polo allemand.

## Carrière
Joueur du SV Wasserfreunde 98 avec lequel il est quadruple champion d'Allemagne (1936, 1937, 1938 et 1948), Bernhard Baier compte aussi 43 sélections en équipe d'Allemagne de water-polo masculin. Il est médaillé d'argent olympique aux Jeux d'été de 1936 à Berlin et deuxième du Championnat d'Europe de water-polo masculin 1938 à Londres.
Il est de 1950 à 1960 président de la Fédération allemande de natation.